# Edson Silva Martins
Edson Silva Martins (ur. 16 marca 1974 w Rio de Janeiro) – brazylijski piłkarz występujący na pozycji pomocnika.

## Kariera klubowa
Wychowanek Fluminense FC, gdzie zaczynał także seniorską karierę. W 1993 roku rozegrał cztery mecze w Campeonato Brasileiro Série A. W 1994 był zawodnikiem Kashima Antlers. W J.League zadebiutował 26 marca w wygranym 3:2 spotkaniu z JEF United. Ogółem w najwyższej klasie rozgrywkowej Japonii rozegrał 19 spotkań. W 1995 roku wrócił do Fluminense, zdobywając wówczas z tym klubem Campeonato Carioca. Zawodnikiem Fluminense był do 1996 roku. Na początku 1997 roku został piłkarzem Arisu Saloniki. W Alpha Ethniki zadebiutował 12 stycznia w bezbramkowo zremisowanym meczu z Iraklisem. Na dalszym etapie kariery występował także w Sportingu Pombal, a także Riostrense EC i São Pedro AC.

## Statystyki ligowe
| Sezon         | Klub            | Liga                          | Mecze | Gole |
| ------------- | --------------- | ----------------------------- | ----- | ---- |
| 1993          | Fluminense FC   | Campeonato Brasileiro Série A | 4     | 0    |
| 1994          | Kashima Antlers | J.League                      | 19    | 0    |
| 1996/1997 (w) | Aris FC         | Alpha Ethniki                 | 15    | 1    |